# マルティン・カストロジョヴァンニ
マルティン・カストロジョヴァンニ（Martín Castrogiovanni、1981年10月21日 - ）は、イタリアのラグビーユニオン選手。

## プロフィール
- アルゼンチン・パラナ出身[1]。
- ポジションはプロップ(PR)。
- 身長 188cm、体重 119kg
- イタリア代表通算キャップ数は119（2025年5月現在）でラグビーワールドカップ2003・ラグビーワールドカップ2007・ラグビーワールドカップ2011・ラグビーワールドカップ2015のイタリア代表に選ばれた[2]。

## 略歴
カルヴィザーノ、レスター・タイガース、RCトゥーロンを経て、2015年、ラシン92に加入。
2016年、現役を引退した。